# Simen Brenne
Simen Brenne (Fredrikstad, 17 maart 1983) is een Noors betaald voetballer, die speelt als middenvelder. Hij staat sinds 2013 onder contract bij de Noorse club Strømsgodset IF.

## Interlandcarrière
Onder leiding van bondscoach Åge Hareide maakte Brenne zijn debuut voor het Noors voetbalelftal op 24 maart 2007 in het EK-kwalificatieduel tegen Bosnië en Herzegovina (1-2) in Oslo. Hij viel in dat duel na 79 minuten in voor Jarl André Storbæk. Brenne speelde in totaal dertien officiële interlands en scoorde één keer voor zijn vaderland.

## Erelijst
Fredrikstad FK
- Noorse beker

2006
 Lillestrøm SK
- Noorse beker

2007
 Strømsgodset IF
- Noors landskampioen

2013